# Dragan Adžić
Dragan Adžić (Berane, 13. prosinca 1969.), bivši crnogorski rukometaš i trenutačni izbornik crnogorske ženske rukometne reprezentacije. Igrao je za Budućnost, Rudar, Epoksid, Buje 53, Borec, Mladost i Rimako. Trenersku karijeru započeo je 2001. kao pomoćni trener ŽRK Budućnost. Glavnim je trenerom tog kluba koji je postao prvak Europe 2012. postao 2010. Do 2010. bio je trener mlađih reprezentacija Crne Gore, a te je godine preuzeo seniorsku reprezentaciju koja je 2012. osvojila olimpijsko srebro i europsko zlato.